# Белоплечая украшенная танагра
Белоплечая украшенная танагра (лат. Tachyphonus luctuosus) — вид птиц из семейства танагровых отряда воробьинообразных.

## Ареал
Ареал простирается от Гондураса до Панамы, а в Южной Америке до Эквадора, южной части Бразилии, на острове Тринидад. Птицы населяют дождевые леса, редколесья, лесные поляны и вырубки, плантации культурных растений (включая плантации какао).

## Описание

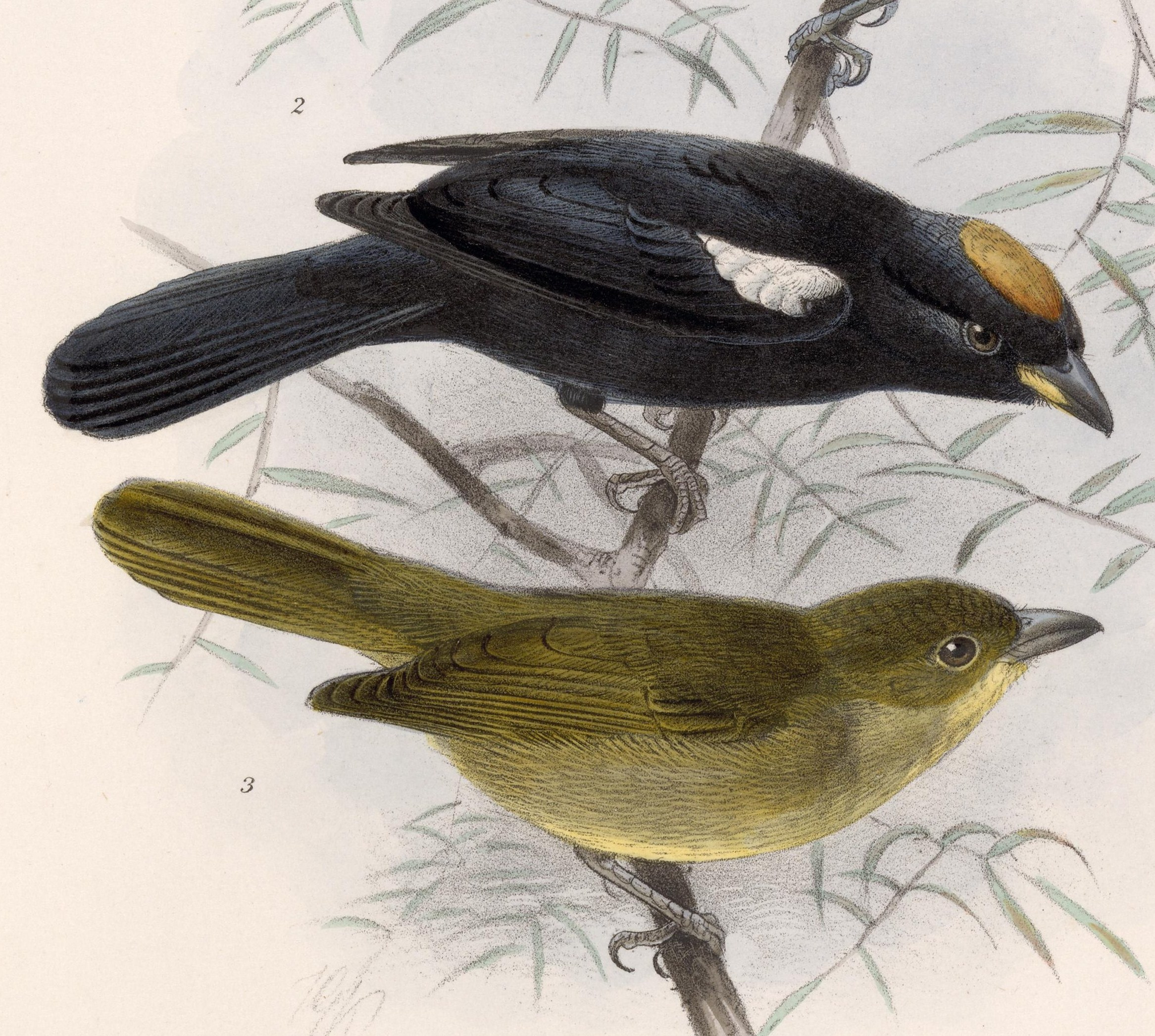
Самец и самка

Птица длиной 14-16 см. и весом 14 г. Самцы иссиня-чёрные, с белыми нижними кроющими перьями. Белые перья являются основным отличительным признаком вида. Самцы, обитающие в разных частях своего ареала, слегка различаются окраской. Например, особи самцов, обитающие в Западной Панаме отличаются наличием на темени жёлтой или рыжеватой отметины. Самки и неполовозрелые птицы имеют оливковый верх, жёлтый низ и серую голову и шею.
Живут парами либо небольшими группами. Нередко кочуют по лесам вместе со стайками других насекомоядных птиц. Питаются насекомыми, иногда — фруктами.
Гнездо в виде чаши расположено в низкой растительностью. В кладке обычно два-три коричневых яйца. Кладку насиживает самка, птенцов кормят оба родителя.